# سؤال مين 1 (2009)
سؤال مين 1 عام 2009 كان استفتاءً للناخبين تم إجراؤه في ولاية مين عام 2009 رفض مشروع قانون يشرع زواج المثليين في الولاية. تجاوز الإجراء 53٪ - 47٪ في 3 نوفمبر 2009.
تم عكس نتيجة الاستفتاء من قبل ناخبي ولاية ماين بعد ثلاث سنوات عندما وافق الناخبون على سؤال مين رقم 1 لعام 2012، والذي شرع زواج المثليين في الولاية مرة أخرى.

## التشريع
في يناير 2009 تم تقديم مشروع قانون للسماح للأزواج من نفس الجنس بالزواج بشكل قانوني في ولاية ماين في المجلس التشريعي لولاية مين. في 30 أبريل 2009 رفض مجلس الشيوخ تعديلاً لطرح القضية لاستفتاء الناخبين 22-13 وأقر مشروع القانون 21-14. في 5 مايو 2009 أقر مجلس النواب في مين مشروع القانون 89-57، وفي اليوم التالي وقع الحاكم جون بالداتشي مشروع القانون ليصبح قانونًا ليصبح ساري المفعول بعد 90 يومًا.

## النتائج
كان السؤال المطروح على بطاقة الاقتراع هو «هل تريد رفض القانون الجديد الذي يسمح للأزواج من نفس الجنس بالزواج ويسمح للأفراد والجماعات الدينية برفض إجراء هذه الزيجات؟» التصويت بـ «نعم» من شأنه أن يلغي القانون، بينما التصويت بـ «لا» سيؤيد القانون. تم التصويت في 3 نوفمبر 2009.